# Николо-Пешношский монастырь
Нико́ло-Пешно́шский монасты́рь (Нико́ло-Пестушский монасты́рь, монастырь Нико́лы Напестуши) — мужской монастырь в посёлке Луговом Дмитровского района Московской области. Является центром Монастырского благочиния Сергиево-Посадской епархии Русской православной церкви. 
Основан в 1361 году Мефодием Пешношским, учеником Сергия Радонежского.
Располагался ранее на реке реке Яхроме при впадении в неё речки Пешношки (Пестуши). После мелиоративных работ в 1960-х годах на Яхромской пойме, новое основное русло реки проходит западнее, рядом с монастырём проходит мелиоративный канал. 
В 6 км на юго-западе находится село Рогачёво и в 4 км на востоке — село Куликово.

## История
Основан в 1361 году учеником Сергия Радонежского Мефодием Пешношским. В XVI веке во время общего расцвета дмитровских земель разбогател, торгуя хлебом с Белозерском; тогда же в монастыре началось каменное строительство, так что к XVII веку деревянных зданий в нём уже не осталось. Способствовали развитию монастыря и значительные пожертвования дмитровских князей Петра Дмитриевича (1389—1428) и Юрия Васильевича (1462—1473), а позже — царя Ивана IV Грозного (1533—1584).
В 1544 году митрополит московский Макарий возвёл в сан игумена монастыря Варсонофия, будущего епископа тверского. С 1542 года в монастыре на покое проживал бывший епископ Коломенский Вассиан (Топорков). В 1553 году по пути в Кирилло-Белозерский монастырь Николо-Пешношский монастырь посетил Иван Грозный. По преданию царь спросил Вассиана: «Отче, как лучше править государством?» — на что получил ответ: «Если хочешь быть истинным самодержцем, то не имей советников мудрее себя; держись правила, что ты должен учить, а не учиться, повелевать, а не слушаться. Тогда будешь твердым на царстве и грозою для вельмож». Иван Грозный на это сказал: «Сам отец мой не дал бы мне лучшего совета». Вскоре после этого царь пожаловал монастырю дворцовое село Суходол и 25 деревень Суходольской волости. Когда же в Казани в 1555 году была основана епархия, Варсонофий был направлен туда в сане архимандрита для основания новой обители: Спасо-Преображенского монастыря.
В 1547 году на вклад Ивана Грозного был основан каменный храма Рождества Пресвятой Богородицы, ставший центром монастыря Медведева пустынь. С 08.09.2009 года он является подворьем Николо-Пешношского монастыря.
В Смутное время обитель была занята польскими отрядами.
В 1700 году Николо-Пешношский монастырь был приписан к Троице-Сергиеву монастырю и стал приходить в упадок.

### Секуляризация земель
После екатерининского указа 1764 года о секуляризационной реформе принадлежащие монастырю земли с населёнными пунктами передавались в Государственную коллегию экономии.
В 1764 году он был упразднён, однако уже через два года стараниями дмитровских купцов Ивана Сычева и Ивана Толчёнова и по ходатайству помещика действительного статского советника Михаила Верёвкина монастырь возобновили. При архимандрите Макарии Брюшкове (1788—1811) обитель достигла такого процветания, что московский митрополит Платон называл её «второй Лаврой».
В 1812 году монастырь избежал разорения: французы, находившиеся всего в 18 верстах, побоялись идти к нему по окружённой болотами дороге.
После Октябрьской революции филиалу Дмитровского краеведческого музея был передан ряд монастырских построек. В 1927 году (по другим данным в 1928) как монастырь, так и филиал музея были закрыты, в их зданиях разместился Дом инвалидов Мособлсобеса. Репрессирован и расстрелян иеромонах Аристарх Заглодин-Кокорев. В 1960-х — начале 1970-х годов под руководством Н. И. Иванова были отреставрированы некоторые храмы, а также (частично) укрепления монастыря.
В 1926 году на территории монастыря работала трудовая артель в которой было 95 мужчин и 23 женщины (118 человек). Территория монастыря относилась к Куликовскому сельсовету.
С 1966 года на территории монастыря располагался Психоневрологический интернат № 3 Департамента социальной защиты населения города Москвы. Вопрос о выводе интерната из исторического архитектурного комплекса впервые был поднят ещё в 1975 году, однако его решение тянулось несколько десятилетий.

### Возрождение монастыря

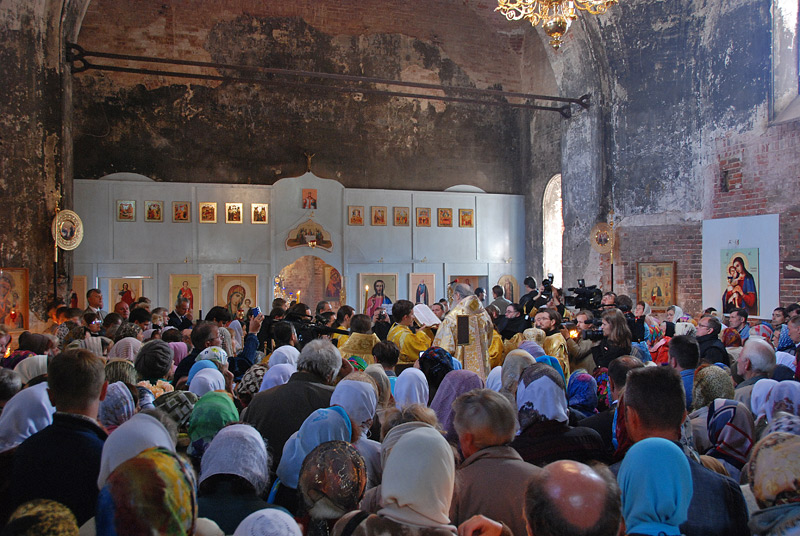
Торжественное богослужение в Сергиевской церкви 2007 г., посвящённое открытию Николо-Пешношского монастыря

В январе 2007 года состоялся визит главы Дмитровского района Валерия Гаврилова и благочинного Дмитровского церковного округа иеромонаха Никона (Крючкова) в Николо-Пешношский монастырь. Во время посещения монастыря, занятого Московским психоневрологическим интернатом № 3 (МПНИ), была достигнута договорённость о начале реставрации церкви преподобного Сергия Радонежского. Руководство МПНИ решило отдать под жильё братии южный монастырский корпус.
27 мая 2007 года заработал интернет-сайт www.peshnosha.ru, посвящённый возрождению Николо-Пешношского монастыря. В Николо-Пешношском монастыре начались регулярные заседания штаба по возрождению обители, возглавляемые главой Дмитровского района Валерием Гавриловым. Достигнута договорённость о передачи монастыря на баланс Дмитровского района.
В июне 2007 года для богослужений освобождено помещение монастырской Богоявленской церкви, занимаемой складом МПНИ. В обитель начали возвращаться монастырские святыни и реликвии.
27 июня 2007 года в монастыре прошли торжества, посвящённые памяти основателя обители преподобного Мефодия, а 30 июня епископом Серпуховским Романом (Гавриловым) был освящён крест для купола Сергиевской церкви — первый крест над монастырём за 80 лет со дня его разорения.
30 июня 2007 года глава Дмитровского района Валерий Гаврилов заявил, что к 2008 году будет полностью восстановлен монастырский Сергиевский храм, а в 2009 году в нём начнутся регулярные богослужения.

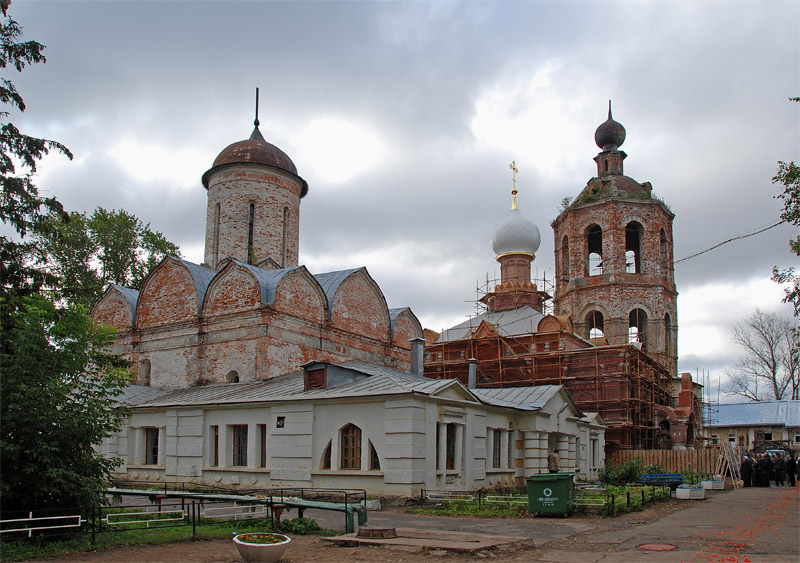
Внутренний двор Николо-Пешношского монастыря на 2007 г.. В центре в лесах Сергиевская церковь, слева от неё Никольский собор, справа монастырская колокольня.

В июле 2007 года группа добровольцев на собственные средства изготовила иконостас для Богоявленской церкви, в храм пожертвована церковная утварь для совершения Божественной литургии. В это же время администрация МПНИ начала крупномасштабный ремонт своих помещений — монастырских корпусов, нанося их внешнему виду серьёзный ущерб. Обещанный под жильё братии южный корпус монастыря был закрыт на ремонт.
В августе 2007 года администрация МПНИ попыталась ограничить пребывание верующих на территории монастыря. Братии было окончательно отказано в помещениях для жилья. Капитальный ремонт монастырских зданий продолжался.
19 августа 2007 года, в праздник Преображения Господня, в Богоявленском храме начались регулярные богослужения. 21 августа на заседании Священного синода Русской православной церкви было решено преобразовать приход Сергиевской церкви посёлка Луговой в Николо-Пешношский мужской монастырь. 2 сентября состоялось торжественное открытие монастыря, митрополит Крутицкий и Коломенский Ювеналий провёл в Сергиевском храме первое за 80 лет богослужение. Настоятелем обители стал игумен Никон (Головко), выпускник Коломенской духовной семинарии.
В октябре — декабре 2007 года на сайте Николо-Пешношского монастыря, а также в светских СМИ состоялась серия публикаций о Николо-Пешношском монастыре. Результатом этих публикаций стала проверка строительной деятельности администрации МПНИ представителями «Росохранкультуры», установившая множественные факты нарушений охранного законодательства; ситуацией с капитальным ремонтом заинтересовались компетентные органы.

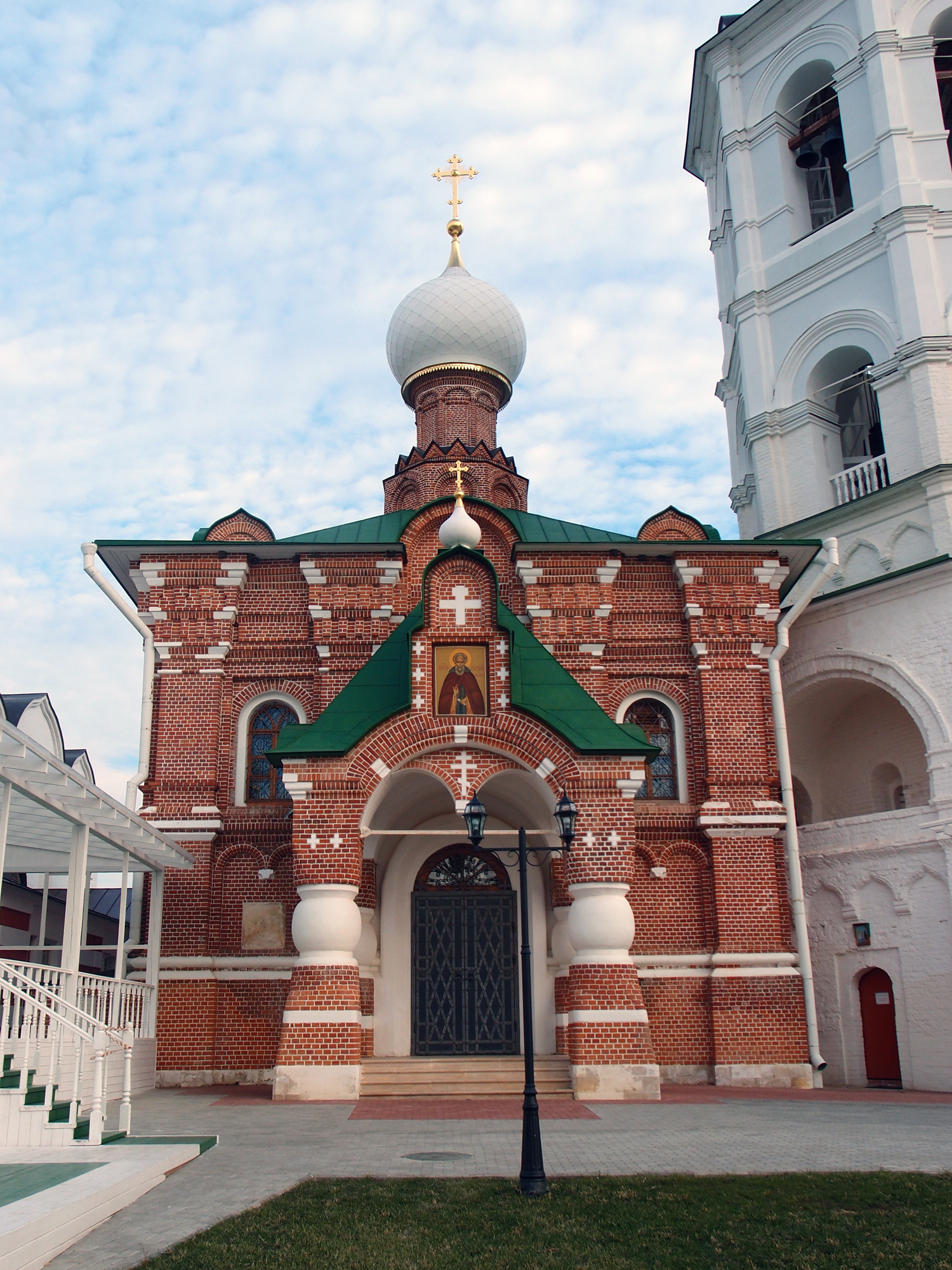
Церковь Сергия Радонежского (на могиле Мефодия, игумена Пешношского)

В середине Великого поста 2008 года по благословению благочинного монастырей Московской епархии епископа Серпуховского Романа единственная действующая в монастыре церковь — Богоявленская — была закрыта на реставрацию. Более чем на два с половиной месяца, до Пасхи 2008 года, новооткрытый монастырь остался без храма.
12 июня 2008 года глава Дмитровского района Валерий Гаврилов, несмотря на протест регионального архитектора, реставраторов, настоятеля монастыря, настоял на снятии грунта вокруг Сергиевской церкви. Экскаваторная техника взрыла культурный слой памятника, нарушая рекомендации «Росохранкультуры». Это привело к осквернению части монастырского кладбища и вывозу с территории монастыря вместе с грунтом монашеских останков XVII—XIX веков.
17 июня 2008 года состоялось великое освящение возрождённого храма преподобного Сергия Радонежского. Глава Дмитровского района Валерий Гаврилов награждён орденом, труженики обители награждены благодарственными и благословенными грамотами. После долгого перерыва в монастыре возобновилось регулярное служение Божественной литургии, появились первые кандидаты в послушники.
К этому моменту в Николо-Пешношском монастыре были полностью восстановлены и укомплектованы всей необходимой утварью: Сергиевский храм с мощами преподобного Мефодия Пешношского, Сретенский храм, монастырская колокольня, братские кельи.
14 августа 2008 года епископ Серпуховской Роман, благочинный монастырей Московской епархии, настаивая на скорейшем увеличении количества братии монастыря, потребовал для этой цели записывать в братию некоторых подопечных ПНИ, что вызвало несогласие настоятеля монастыря. 27 августа 2008 года подписан указ о назначении нового настоятеля обители иеромонаха Григория (Клименко), выпускника Московской духовной академии.
15 октября 2008 года митрополит Ювеналий совершил в обители Божественную литургию, за которой новый настоятель монастыря иеромонах Григорий (Клименко) был возведён в сан игумена.
С 5 ноября по 2 декабря 2008 года киностудия «Мосфильм» провела в Николо-Пешношском монастыре съёмки фильма «Палата № 6» по одноимённой повести Антона Чехова (режиссёр — Карен Шахназаров).
В марте 2009 года Юрий Люжков подписал распоряжение о возврате 4 зданий Московского психоневрологического интерната № 3 восстанавливающемуся монастырю: Сергиевскую церковь, колокольню, гостиничный комплекс и Сретенскую церковь. Монастырь был передан на баланс Дмитровского района.
28 июля 2009 года, в день памяти святого равноапостольного князя Владимира — крестителя Святой Руси — вблизи бывшего монашеского скита Николо-Пешношского монастыря воздвигнут покаянный крест. На это место за год до того был свален «строительный мусор»: кладбищенская земля с останками монастырской братии.
По состоянию на декабрь 2013 года строительство корпусов Московского психоневрологического интерната № 3 на новом месте рядом с посёлком Луговым Московской области было завершено. МПНИ освободил все помещения на территории Николо-Пешношского монастыря, включая административные корпуса рядом с монастырём, и переехал в новые здания рядом с поселком Луговым.
24 августа 2014 года состоялось открытие всей территории Николо-Пешношского монастыря после ремонтных и реставрационных работ. Праздничное богослужение возглавил патриарх Кирилл. Монастырь был передан на баланс РПЦ.
По состоянию на 2014 год в монастыре есть библиотека, планируется создать музей. За пределами ограды сохранился зоопарк. В ходе ремонтных работ на территории были вырублены деревья, посажены новые и постелены газоны.

## Архитектура

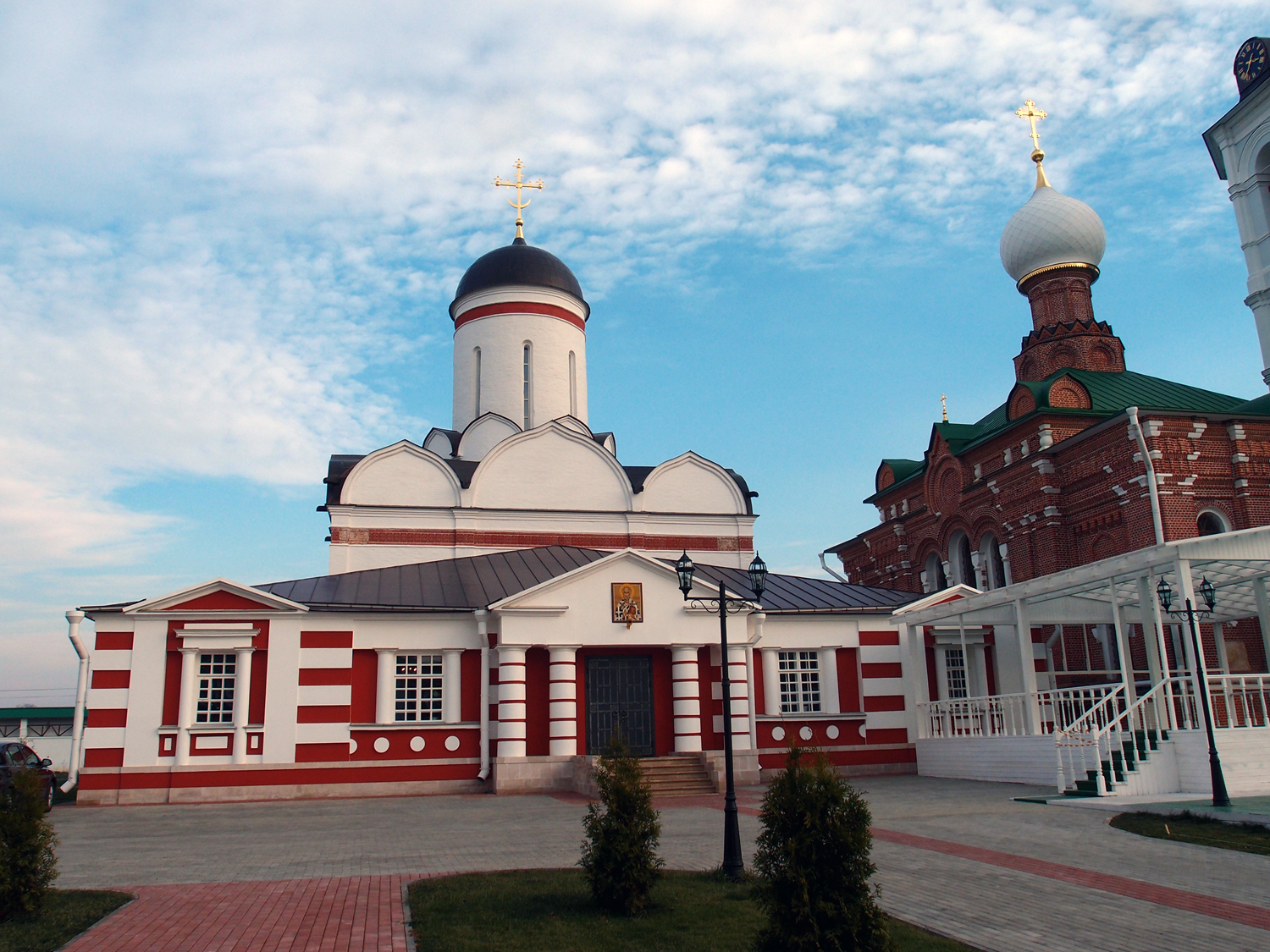
Никольский собор 2014 г.

Ансамбль монастыря включает в себя следующие объекты:
- Никольский собор, построенный в XVI веке, крестово-купольного типа изначально двуглавый, в 1683—1691 дополненный четырьмя малыми главами, убранными в 1782. Ныне одноглавый.
- Сергиевский храм, возведённый в 1732 над могилой Мефодия Пешношского взамен прежнего.
- Трапезная со Сретенской церковью.
- Богоявленская церковь в здании колокольни (нач. XVI).
- Надвратный Преображенский храм (1689) над Святыми воротами (1623), обращенными к реке Яхроме.
- Церковь Дмитрия Ростовского с больницей (1811—1829).
- Казначейский, Братский, Настоятельские корпуса.
- Спасская проездная и гранённые башни ограждения монастыря

## Экономика
Основу экономики монастыря составляли торговля с Русским Севером и значительные земельные владения в Московской и Тверской губерниях.
Первые земельные пожертвования делает дмитровский князь Пётр Дмитриевич между концом XIV — началом XV века: села Рогачёво, Ивановское, Бестужево, Новоселки, Поповское, Александровское, Говейново, Нестеровское, Белавино с прилегающими деревням. 
В 1553 году Иван Грозный, посетивший монастырь, пожертвовал из дворцовых владений село Суходол и 25 деревень в Кашинском уезде Тверской губернии.
Поселения вокруг монастыря до 1764 года образовывали "Никольщину", куда руководство старалось не пускать других собственников. Поселения, принадлежащие монастырю, по Дмитровскому уезду входили в Рогачёвский церковный округ: село Рогачёво, сельцо Малое Рогачёво, сельцо Василево, сельцо Поповское,  деревни: Алёшино, Микляево, Подвязново-Мякотино, Копылово, Игнатово, Александрово, Поздняково, Олисово, Лутьково, Мурдасово, Кочаргино, Безбородово, Софрыгино, Жирково, Чешково, Богданово, Абрамцево, Нестерево, Нечаево, Трехденево и в Ивановский церковный округ: село Ивановское, деревни Бестужево, Назарово, Гаврильцево, Чайниково, Попиха, Новосёлки, Худякино, Бородино, Чёрная и Большое Телешёво (из Большерогачёвского сельского совета, не считая объединившихся деревень). Также принадлежало село Говейново. Монастырь владел деревнями Никольского прихода: Костюнино, Аладьино, Демьяново Лутосенского стана Дмитровского уезда и деревней Терехово Клинского уезда.
Выгодное экономическое расположение монастыря на реке Яхроме определялось торговым водным путём на север: по Яхроме, далее по Волге и Шексне. Рядом располагается слияние рек Сестры и Яхромы (деревня Усть-Пристань), куда заходили суда с Волги. Далее товары перегружались либо на мелкие суда по Яхроме, либо шли сухопутным путём до Москвы. Николо-Пешношский монастырь и монастырь Медведева пустынь активно торговали с Русским Севером. С севера шли соль, рыба, пушнина, с юга, в основном, шёл хлеб (зерно). Однако к концу XVI века торговля падает, так как сформировался прямой сухопутный торговый путь от Москвы через Ярославль, Вологду в Архангельск, куда прибывали товары морским путём с Европы. После секуляризации земель в 1764 году торговый центр смещается в село Рогачёво.
После секуляризационной реформы бывшие владения Никольского и монастыря Медведева пустынь составили экономическую Рогачёвскую волость.

## Святыни
До закрытия монастыря в нём хранились несколько святынь, почитавшихся чудотворными. Прежде всего, это мощи основателя монастыря преподобного Мефодия, его посох и деревянный потир, использовавшийся им при богослужениях (последний ныне пребывает в экспозиции дмитровского музея).
Помимо них, известен образ Божией Матери «Прежде Рождества и по Рождестве Дева», первоначально принадлежавший московскому купцу Алексею Макееву, принявшему в монастыре иноческий постриг. В 1792 году, после смерти Макеева, он перешёл во владение монастыря. В 1848 году после молитв перед иконой прекратилась эпидемия холеры, свирепствовавшая в Дмитровском уезде. После этого образ перенесли в Сергиевский храм и учредили крестный ход с иконой, совершавшийся ежегодно 17 (30) октября. В настоящее время местонахождение иконы не известно.
Наиболее известной святыней монастыря считается образ святого Иоанна Предтечи, написанный в 1408—1427 годах Андреем Рублёвым, его учеником или последователем. По легенде, молитвами перед иконой в 1569 году исцелился Роман Полянинов, чашник князя Андрея Курбского. В настоящее время икона находится в основной экспозиции Центрального музея древнерусского искусства и культуры имени Андрея Рублёва.

## Галерея

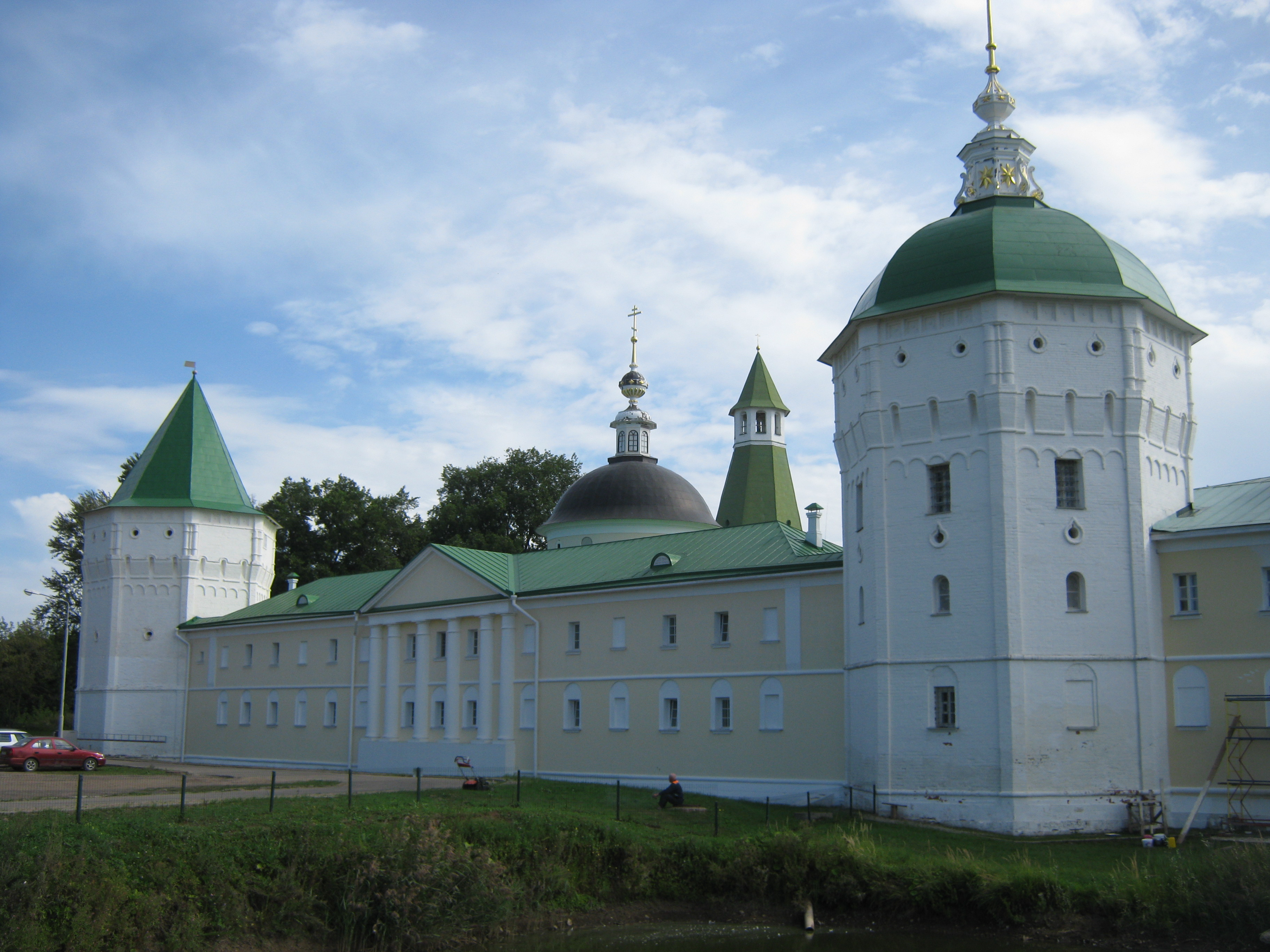
Северо-западная и западная башни и монастырская больница между ними. После реставрации 2022 г.
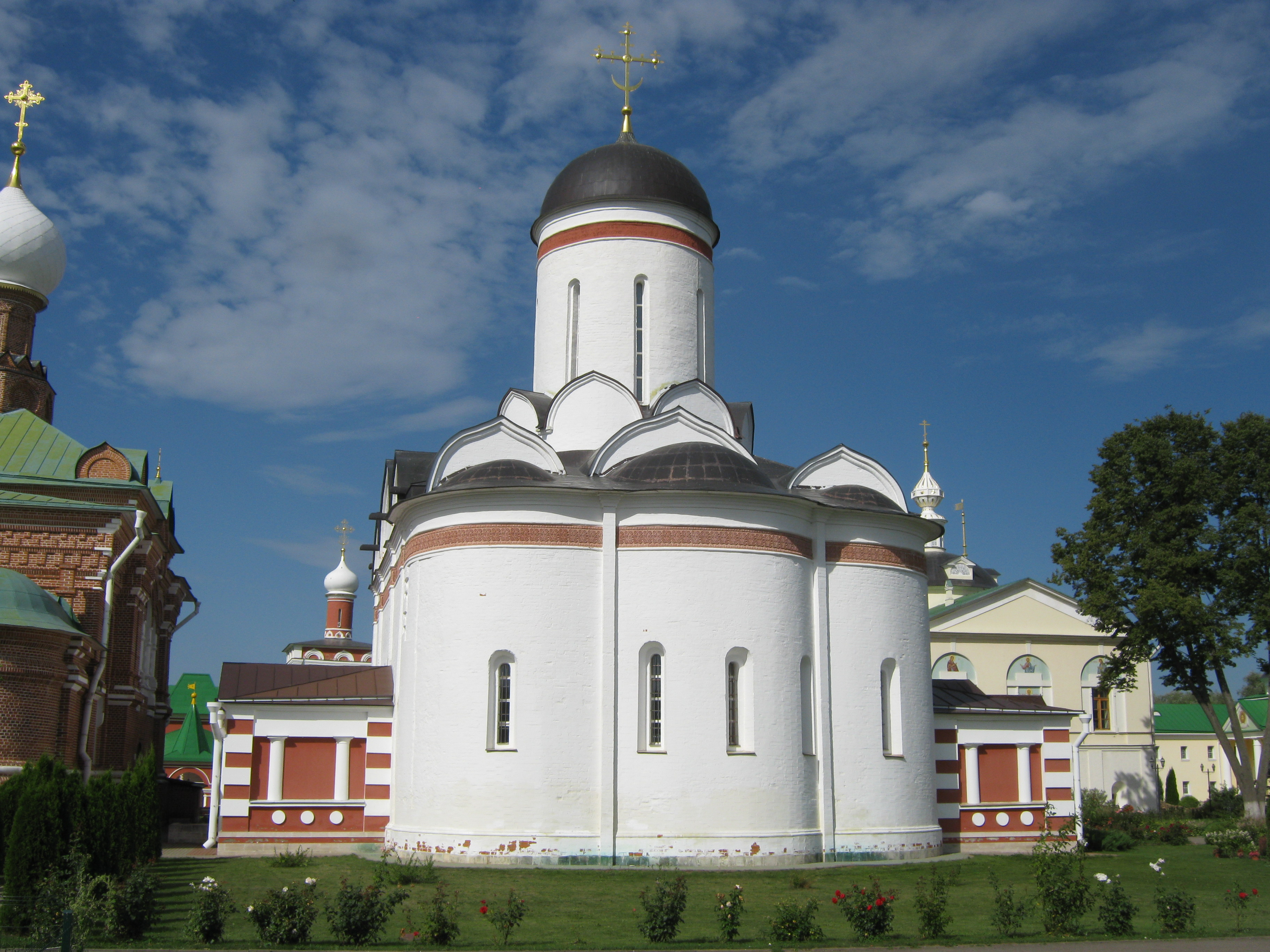
Никольский собор 2022 г.
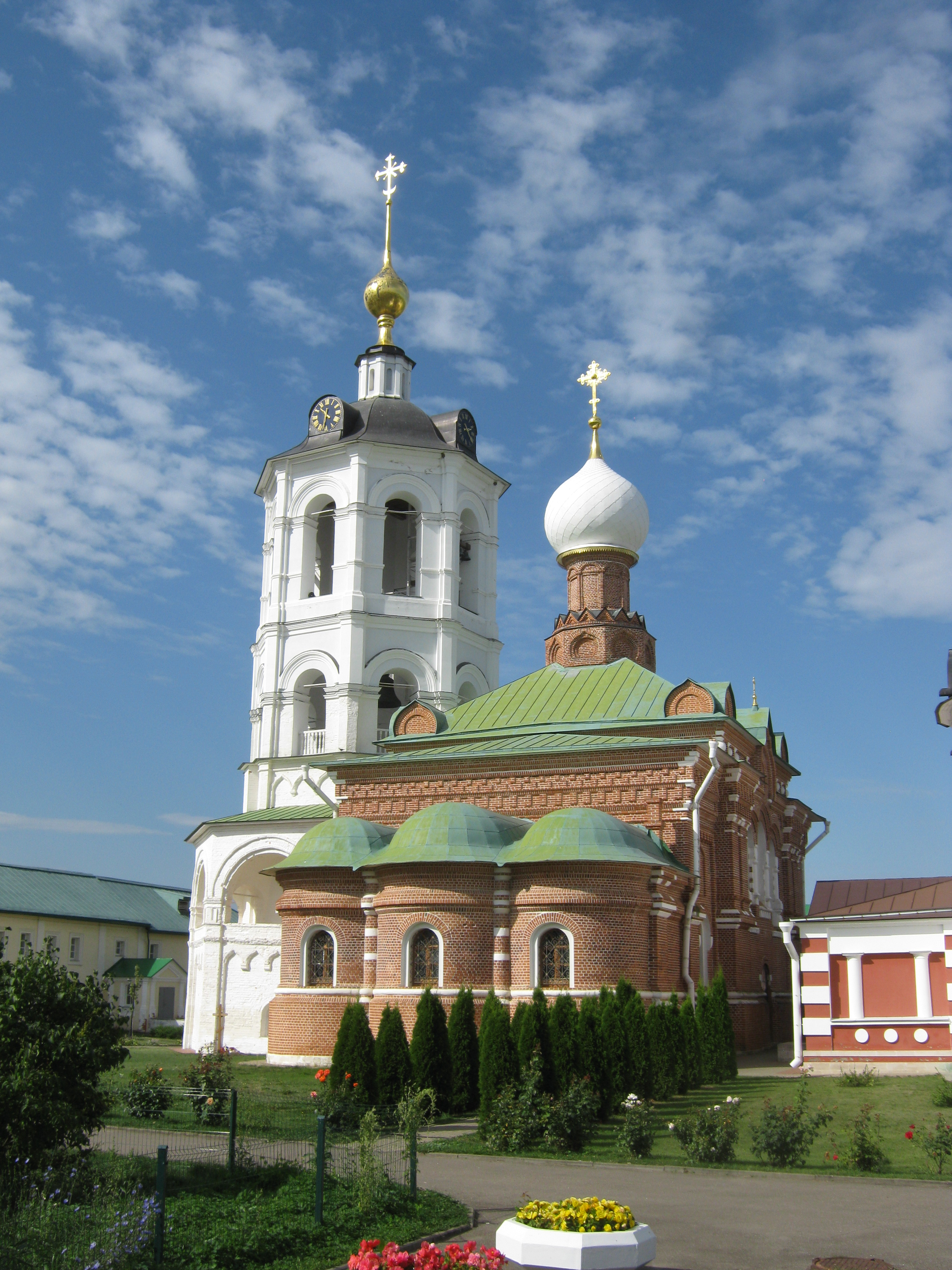
Колокольня Богоявления возле Сергиевского храма 2022 г.
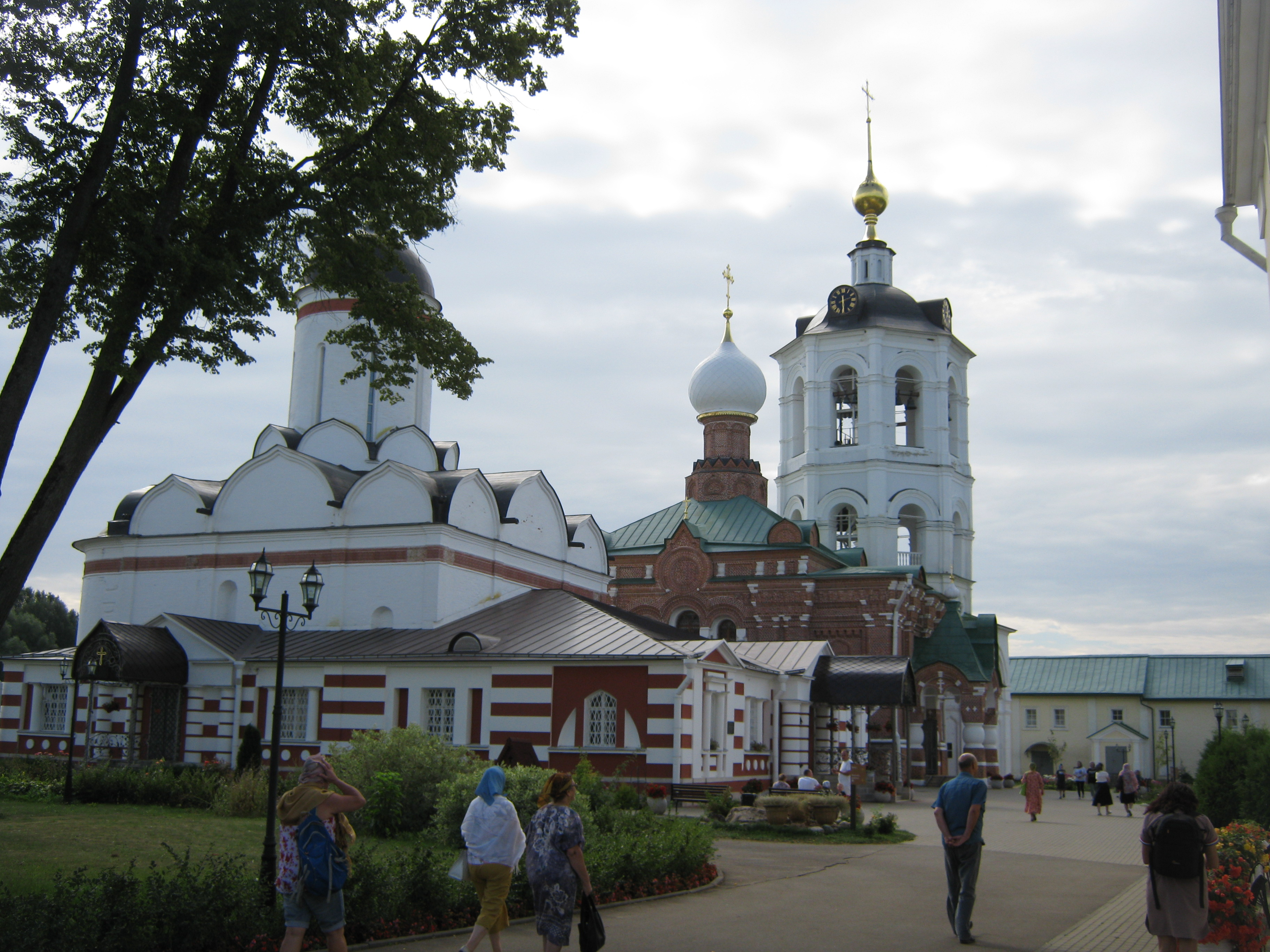
Внутренний двор Николо-Пешношского монастыря на 2022 г. В центре Сергиевская церковь, слева от неё Никольский собор, справа монастырская колокольня
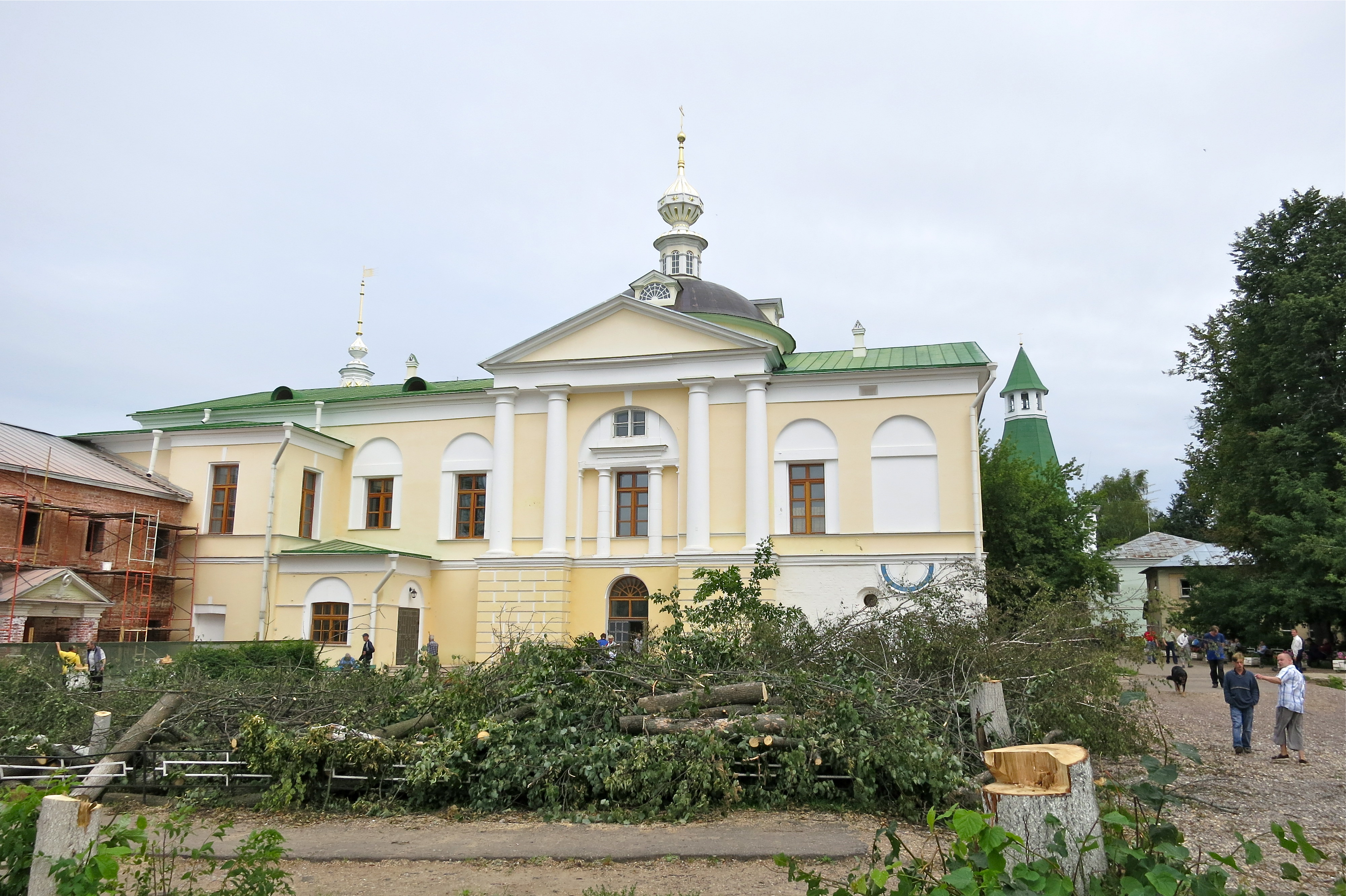
Трапезная со Сретенской церковью
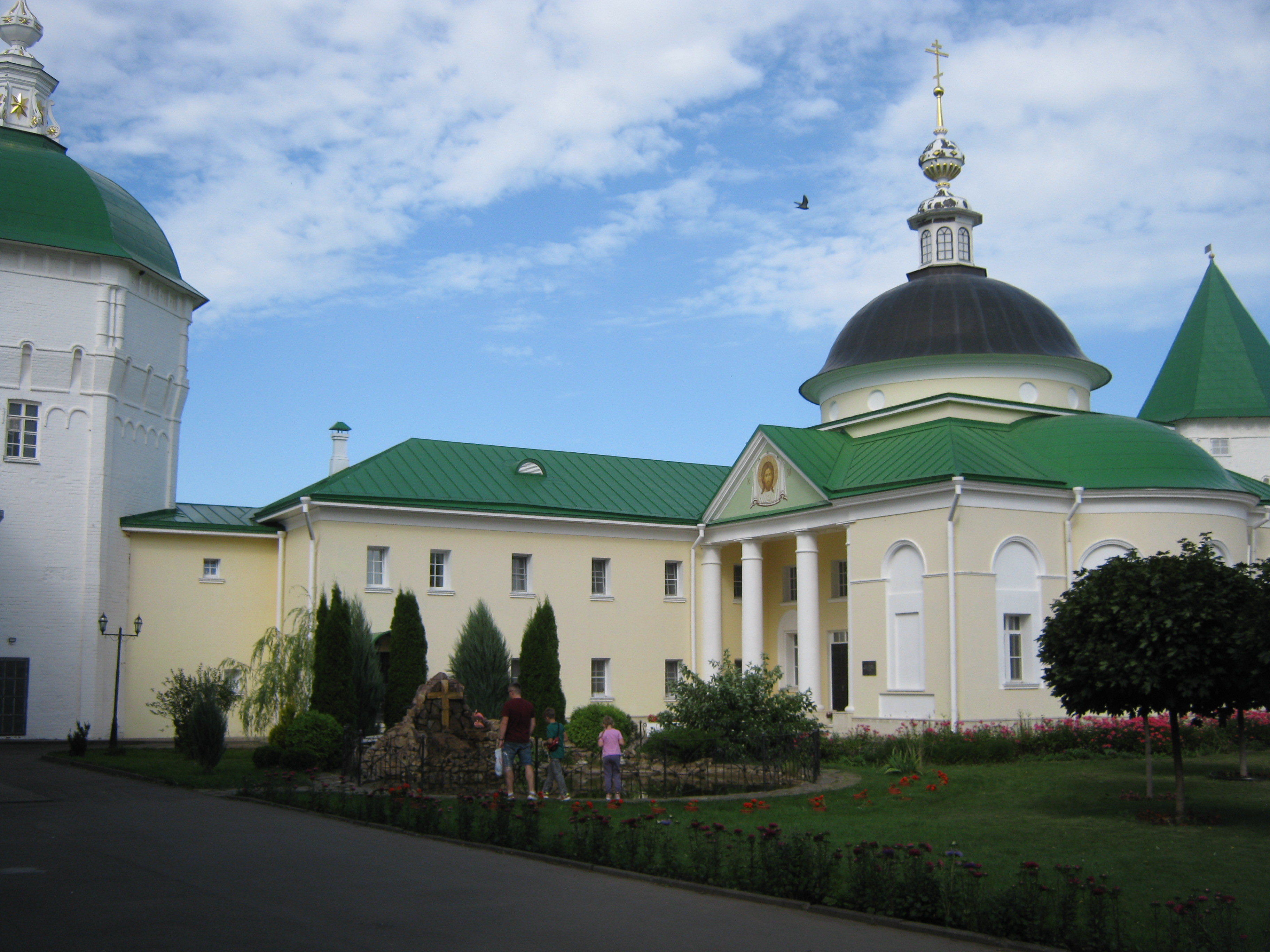
Монастырская больница с церковью Димитрия Ростовского

## Настоятели
- Мефодий Пешношский (1361—1392)
- игумен Вассиан (Топорков) (1511—1522)
- игумен Гурий (Заболотский) (1539—?)
- Трифон (Ступишин) (1542—1544)
- Варсонофий Казанский (1544—1555)
- игумен Герман (1584—1592)
- игумен Левкий (1598—1606)
- игумен Иона (1613—?)
- игумен Нектарий (1620—1629)
- игумен Аврамий (1641—?)
- игумен Корнилий (1685—?)
- игумен Тихон (1653—?)
- игумен Тихон (1676—?)
- игумен Коринилий (1683—1691)
- игумен Иоасаф (1691—1693)
- архимандрит Иосиф (1694—1695)
- архимандрит Феодосий (1696—1697)
- игумен Феофан (1698—1699)
- строитель Исайя Даниловский (1700—?)
- строитель Август Старков (1730—1734)
- строитель иеромонах Феогност (1745—?)
- строитель Афанасий (1752—1754)
- строитель Иннокентий Григорвич (1755—?)
- строитель Иустин Квятковский (1756—1758)
- строитель Иринарх (1758—1760)
- строитель Иоаким Инихов (1760—1762)
- строитель иеромонах Филимон Василевский (1762—1764)
- строитель иеромонах Иоанникий (1766—????)
- строитель иеромонах Филарет (1768—1771)
- строитель Ириней (1775—?)
- строитель Павел Наумов (бывший протопоп дмитровский) (1778—????)
- строитель Никита (?—?)
- строитель иеромонах Игнатий Ушаков (1781—1787)
- архимандрит Макарий (Брюшков) (1788—1811)
- иеромонах Максим (Погудкин) (1811—1836)
- архимандрит Сергий (+1857)
- архимандрит Мефодий (+1869)
- архимандрит Дионисий (+1887)
- Савва (?—?)
- Ювеналий (????—????)
- архимандрит Ксенофонт (????—????)
- отец Варнава (1922—1927)
- Игумен Никон (Головко) (20.04.2007—7.10.2008)
- Игумен Григорий (Клименко) (с 2008 по 2019)
- Игумен Алексий (Горлычев) (с 2019)